# Martha Ostenso
Martha Ostenso (geb. Marta Sjursdatter Østensø * 17. September 1900 in Tungeland, Haus kommune (heute Bergen), Norwegen; † 24. November 1963 in Seattle, Washington) war eine norwegisch-amerikanische Schriftstellerin.

## Leben
Martha Ostenso war die Tochter von Oline Olsdotter Tungeland und Sjur (später Sigurd) Brigtsøn Østensø. Ein halbes Jahr nach Martas Geburt wanderte Sjur in die USA aus, seine Frau und Tochter folgten ein Jahr später. Ostenso wuchs in South Dakota, Minnesota und Manitoba, Kanada auf. Sie studierte ohne Abschluss an der University of Manitoba. Während dieser Zeit lernte sie den Dramatiker und Englischprofessor Douglas Durkin kennen. Dieser verließ seine Frau und Kinder und zog nach New York City, wo er eine Stelle an der Columbia University annahm. Ostenso folgte ihm, begann ein Literaturstudium an der Columbia und lebte fortan mit ihm zusammen. Nach dem Tode von Durkins Frau heiratete sie ihn 1944. Die Ehe bestand bis zu ihrem Tod 1963 und blieb kinderlos. Während ihrer Studienzeit arbeitete sie als Sozialarbeiterin in Brooklyn und anschließend zog sie mit Durkin nach Minnesota, wo sie unterrichtete und in ihrer Freizeit schrieb.
Nach dem Gedichtband A Far Land debütierte sie 1925 mit dem Roman Wild Geese als Schriftstellerin. Das Buch wurde ihr größter Erfolg und sie konnte mehrere Literaturpreise gewinnen, welche Preisgelder von insgesamt 13.500 $ einbrachten. Ein Jahr später wurde er vom Wiener Rikola Verlag unter dem Titel Der Ruf der Wildgänse auf Deutsch veröffentlicht. 1927 wurde er erstmals verfilmt. Später gab es mit dem österreichischen Film Ruf der Wildgänse von 1961 und dem US-Fernsehfilm After the Harvest noch zwei weitere Verfilmungen. Das Paar nahm einen zweiten Wohnsitz in Hollywood.
Ostenso schrieb bis zu ihrem Tod 15 weitere Romane, die oft auf einer Farm in Minnesota oder in Manitoba spielten und melodramatische Liebeselemente enthielten. Durch Durkins Erfolg schafften es die beiden, zusammen 30.000 bis 40.000 $ jährlich zu verdienen. Allerdings nahm die Qualität ihrer Romane im Laufe der Zeit nach Kritikermeinung ab, was viele auf ihren ausschweifenden Lebensstil zurückführten.
1963 zog das Ehepaar nach Seattle, um näher an Durkins Kindern zu wohnen. Noch im selben Jahr verstarb Ostenso an einer Leberzirrhose.

## Werke
- 1924 A Far Land
- 1925: Der Ruf der Wildgänse (Wild Geese)
- 1926: Erwachen im Dunkel (The Dark Dawn)
- 1927: Die tollen Carews (The Mad Carews)
- 1929: Der junge Maimond (The Young May Moon)
- 1930: Das Wasser unter der Erde (The Waters Under the Earth)
- 1931: Vorspiel zur Liebe (Prologue to Love)
- 1933: There's Always Another Year
- 1934: Das weiße Riff (The White Reef)
- 1937: Jobina Porte (The Stone Field)
- 1938: The Mandrake Root
- 1942: Love Passed This Way
- 1943: And They Shall Walk
- 1943: Schicksale am Fluss (O River, Remember!)
- 1948: Milk Route
- 1949: The Sunset Tree
- 1958: A Man Had Tall Sons